# Arlena di Castro
Arlena di Castro är en ort och kommun i provinsen Viterbo i regionen Lazio i Italien. Kommunen hade 855 invånare (2018).